# César Marcano
César Marcano (31 ottobre 1957) è un ex calciatore venezuelano, di ruolo centrocampista.

## Carriera

### Nazionale
Nel 1991 ha collezionato 3 presenze con la propria Nazionale.